# Duguetia ruboides
Duguetia ruboides este o specie de plante angiosperme din genul Duguetia, familia Annonaceae, descrisă de Paulus Johannes Maria Maas și He. Conform Catalogue of Life specia Duguetia ruboides nu are subspecii cunoscute.